# Masdenverge

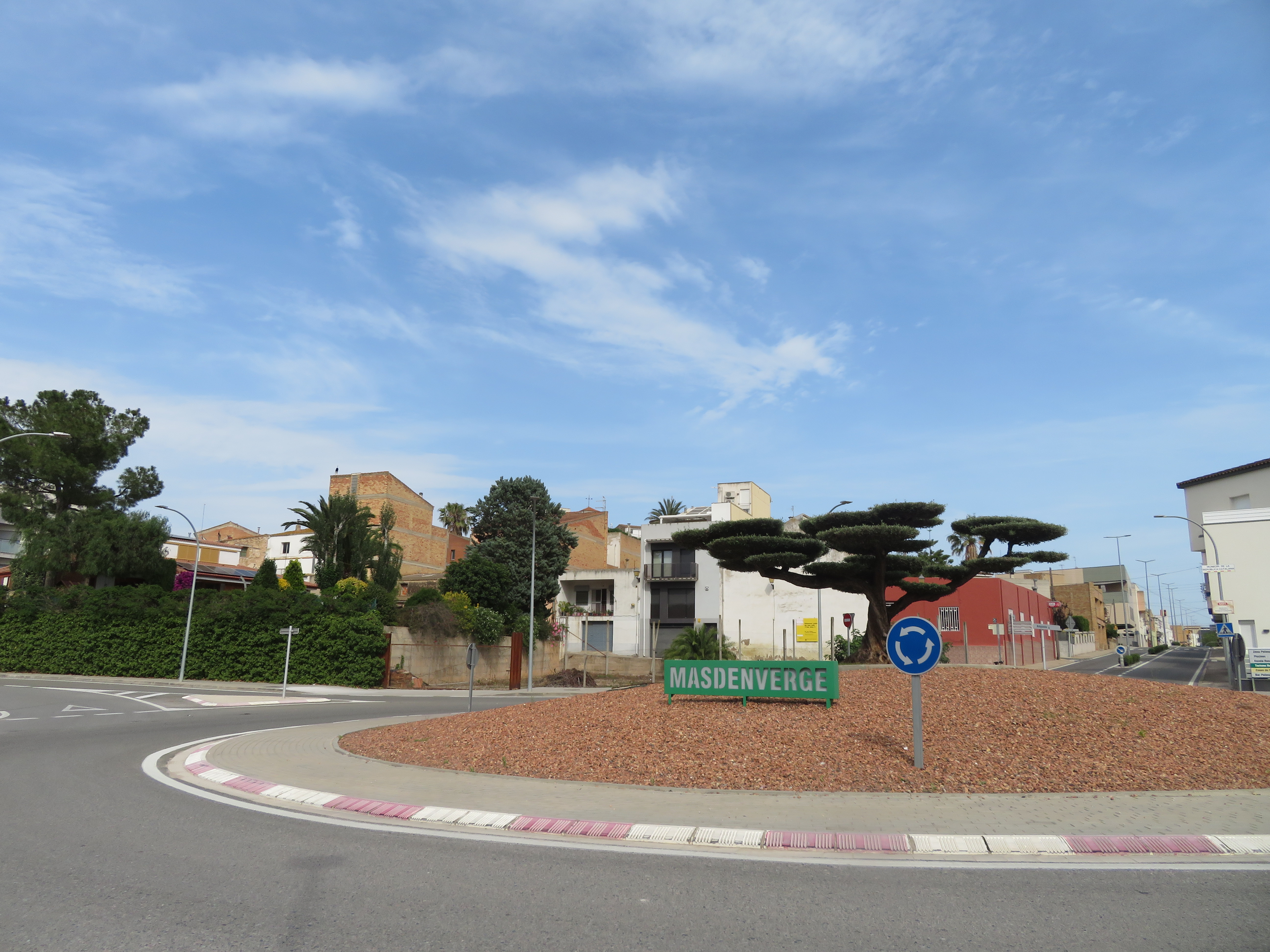
Masdenverge.

Masdenverge es un municipio de Cataluña, España. Perteneciente a la provincia de Tarragona, en la comarca del Montsiá. Cuenta con una población de 1149 habitantes (INE 2024). 

## Historia
La villa se formó a mediados del siglo XVIII cuando algunos agricultores procedentes de Tortosa se instalaron en estas tierras para dedicarse a su cultivo.
Masdenverge formó parte del municipio de La Galera hasta 1857, año en el que se constituyó como municipio independiente.

## Geografía humana

### Demografía
Cuenta con una población de 1149 habitantes (INE 2024).
| Gráfica de evolución demográfica de Masdenverge entre 1857 y 2021 |
| |
| Población de derecho según los censos de población del INE Población de hecho según los censos de población del INEEntre el censo de 1857 y el anterior, aparece este municipio porque se segrega del municipio 43068 (Godall) |

### Economía
La principal actividad económica del municipio es la agricultura. Destacan el cultivo de algarrobos, viñas, olivos y cereales. La ganadería es otra fuente importante de ingresos ya que abundan las granjas, sobre todo de ganado porcino.

## Cultura
La iglesia parroquial está dedicada a la Virgen del Rosario. Fue construida en la década de 1960 y tiene una estructura muy funcional y poco decorada.
La fiesta mayor tiene lugar a principios del mes de agosto. Durante las fiestas tiene lugar una curiosa carrera de conejos.